# Ready or Not 2: Here I Come
Pour les articles homonymes, voir Ready or Not (homonymie).
Série
Wedding Nightmare
(2019)
Pour plus de détails, voir Fiche technique et Distribution.
Ready or Not 2: Here I Come est une comédie horrifique américaine réalisée par Matt Bettinelli-Olpin et Tyler Gillett et dont la sortie est prévue en 2026.
Il s'agit d'une suite au film Wedding Nightmare (2019), également réalisé et écrit par les membres du collectif Radio Silence Productions.

## Fiche technique
Sauf indication contraire, les informations mentionnées dans cette section peuvent être confirmées par la base de données cinématographiques IMDb,  présente dans la section « Liens externes ».
- Titre original : Ready or Not 2: Here I Come
- Réalisation : Matt Bettinelli-Olpin et Tyler Gillett
- Scénario : Guy Busick et R. Christopher Murphy
- Direction artistique : Colin Woods
- Décors : Andrew M. Stearn
- Costumes : Avery Plewes
- Photographie : Brett Jutkiewicz
- Montage : Jay Prychidny
- Production : Bradley J. Fischer, William Sherak, James Vanderbilt et Tripp Vinson
- Production déléguée : Cornelia Burleigh, Guy Busick, Greg Denny, Tara Farney, R. Christopher Murphy, Paul Neinstein, Richard Ruiz, Chad Villella et Samara Weaving
- Sociétés de production : Mythology Entertainment, Vinson Films et Radio Silence Productions
- Société de distribution : Searchlight Pictures (Walt Disney Studios Motion Pictures)
- Pays de production :  États-Unis
- Langue originale : anglais
- Format : couleur
- Genres : comédie horrifique et fantastique
- Dates de sortie : Dates sujettes à modification
  - France : 8 avril 2026[1]
  - États-Unis et Canada : 10 avril 2026

## Distribution
- Samara Weaving : Grace Maccaullay
- Kathryn Newton
- Sarah Michelle Gellar
- Kevin Durand
- David Cronenberg
- Elijah Wood
- Shawn Hatosy
- Nestor Carbonell
- Olivia Cheng

## Production
En octobre 2024, lors d'une séance spéciale de Wedding Nightmare, Radio Silence Productions et Searchlight Pictures annoncent le développement d'une suite ainsi que le retour de Samara Weaving dans le rôle de Grace. En mars 2025, Kathryn Newton rejoint le projet pour tenir l'un des rôle principal.
Le tournage débute le 21 avril 2025 à Toronto au Canada. Pour annoncer le début de la production, Searchlight Pictures dévoile une grande partie de la distribution dont Sarah Michelle Gellar, Kevin Durand, David Cronenberg, Elijah Wood, Shawn Hatosy et Nestor Carbonell. Le 12 mai 2025, Gellar dévoile avoir terminée de tourner ses scènes tandis que le tournage se termine officiellement le 5 juin 2025.